# Yeji (sångare)
Hwang Ye-ji (koreanska: 황예지), känd mononymt som Yeji, född 26 maj 2000 i Seoul, är en sydkoreansk sångerska, rappare och dansare. Hon är medlem och ledare för den sydkoreanska tjejgruppen Itzy, som bildades av JYP Entertainment 2019.
Yeji släppte sin första EP Air i mars 2025. 

## Tidiga år
Yeji föddes i Seoul i Sydkorea men växte upp i sydvästra Sydkorea i staden Jeonju. Redan i grundskolan ville hon bli sångare. Hennes storasyster inspirerade henne till att börja dansa och hon anslöt sig senare till en lokal dansgrupp. Hon studerade vid Jeonju Commercial Information High School.

## Karriär

### Innan debuten (2015–2018)
I december 2015 provspelade Yeji för JYP Entertainment på en audition där hon bland annat framförde låten "ssenunni" av Jessi. Hon fick kontrakt med bolaget senare samma år. Under 2017 hade hon sitt första offentliga framträdande som gäst i TV-serien Stray Kids tillsammans med de andra gruppmedlemmarna Chaeryeong, Ryujin och Yuna. Därefter medverkade hon i The Fan 2018, där hennes namn låg i topp på den sydkoreanska sökmotorn Naver. I programmet beskrev även Junho från 2PM henne som "JYP:s hemliga vapen". Yeji tillbringade omkring tre år som lärling innan hon debuterade som medlem i Itzy 2019.

### Debut med Itzy (2019– )
Den 12 februari 2019 debuterade Yeji som medlem i Itzy. Gruppen debuterade med singelalbumet It'z Different, ledd av singeln "Dalla Dalla". Till gruppens andra studioalbum Born to Be spelade Yeji in sin första sololåt, "Crown on My Head", som hon var med och skrev tillsammans med bland andra Team Galactika.
Den 17 januari 2025 tillkännagavs det att Yeji förberedde sig för sin solodebut och den 10 februari lanserade JYP Entertainment en trailer för den. Yeji gav ut sin första EP Air den 10 mars 2025, tillsammans med en musikvideo till singeln med samma namn. Hon var delaktig i låtskrivandet av singeln, som inkluderade element av syntpop och utmärkdes av en stark bas och en beroendeframkallande hook.

## Image

### I media
Yeji är känd för att vara en av de kvinnliga idolerna med "ett kattliknande utseende", vilket enligt modetidningen Harper's Bazaar är "på grund av hennes smala ansiktsform, ögon utan dubbla ögonlock och detaljerade drag [som] får en att tänka på en vig katt". Hon har därför tilldelats smeknamnet "charmig katt" (koreanska: 매력적 캣츠아이) i sydkoreansk media.

## Diskografi
För Yejis verk med Itzy, se Itzys diskografi.

### EP
| Titel | Albuminformation                                                                     | Högsta listplaceringar | Sålda ex       | Certifikat      |
| Titel | Albuminformation                                                                     | KOR                    | Sålda ex       | Certifikat      |
| ----- | ------------------------------------------------------------------------------------ | ---------------------- | -------------- | --------------- |
| Air   | - Släppt: 10 mars 2025 - Skivbolag: JYP - Format: CD, digital nedladdning, streaming | 3                      | - KOR: 323 566 | - KMCA: Platina |

### Som gästartist
| Titel                                           | År   | Högsta listplaceringar | Album       |
| Titel                                           | År   | US World               | Album       |
| ----------------------------------------------- | ---- | ---------------------- | ----------- |
| "Break My Heart Myself" (Bebe Rexha med Ryujin) | 2022 | —                      | Inget album |

## Filmografi

### TV-serier
| År   | Titel           | Roll     | Notering                                                      | Ref.   |
| ---- | --------------- | -------- | ------------------------------------------------------------- | ------ |
| 2015 | Second 20s      | Cameo    | Medverkade i avsnitt 8 och 9 som medlem i streetdance-gruppen | [ 17 ] |
| 2017 | Stray Kids      | Cameo    | Medverkade i första avsnittet med Team Girls                  | [ 18 ] |
| 2018 | The Fan (더 팬) | Tävlande | Utslagen i femte avsnittet                                    | [ 19 ] |